# أبو العميس
أبو العميس عتبة بن عبد الله (المتوفي سنة 150 هـ) تابعي كوفي، وأحد رواة الحديث النبوي، وهو من نسل الصحابي عبد الله بن مسعود.

## نسبه
أبو العميس هو عتبة بن عبد الله بن عتبة بن عبد الله بن مسعود الهذلي الكوفي، وهو أخو المحدث عبد الرحمن بن عبد الله المسعودي، وقد توفي أبو العميس نحو سنة 150 هـ.

## روايته للحديث النبوي
- روى عن: الشعبي وابن أبي مليكة وقيس بن مسلم وعون بن أبي جحيفة[1] وإياس بن سلمة بن الأكوع وأبي صخرة جامع بن شداد وأبي فزارة راشد بن كيسان وسعيد بن أبي بردة الأشعري وعامر بن عبد الله بن الزبير وعبد الله بن عبد الله بن جبر الأنصاري وأبيه عبد الله بن عتبة بن عبد الله بن مسعود وعبد الرحمن بن محمد بن الأشعث بن قيس وعبد المجيد بن سهيل بن عبد الرحمن بن عوف وعبيد أبي الحسن وعلي بن الأقمر وعلي بن بذيمة وعمرو بن مرة وعون بن عبد الله بن عتبة بن مسعود والعلاء بن عبد الرحمن بن يعقوب والقاسم بن عبد الرحمن بن عبد الله بن مسعود ويحيى بن وثاب وأبي إسحاق السبيعي وأبي بكر بن عبد الله بن أبي الجهم.[2]
- روى عنه: وكيع بن الجراح وأبو أسامة حماد بن أسامة وجعفر بن عون وأبو نعيم[1] وحفص بن غياث وسفيان بن عيينة وشعبة بن الحجاج وعبد الواحد بن زياد وعمر بن علي المقدمي ومحمد بن إسحاق بن يسار وأبو معاوية محمد بن خازم الضرير ومحمد بن ربيعة الكلابي ويونس بن بكير.[2]
- الجرح والتعديل: قال علي بن المديني أن له نحو أربعين حديثًا، وقال عنه أبو حاتم الرازي أنه: «صالح الحديث».[2] وقد وثّقه أحمد بن حنبل[1] ويحيى بن معين[2] وابن سعد،[3] كما ذكره ابن حبان في كتاب «الثقات»،[2] وقد روى له الجماعة.[2]